# Saad Al-Houti
Saad Al-Houti (en árabe: سعد محمد عبد العزيز الحوطي‎; Kuwait, 24 de mayo de 1954) es un exfutbolista de Kuwait que jugaba en la posición de centrocampista.

## Carrera

### Club
Jugó toda su carrera con el Al Kuwait Kaifan de 1975 a 1986, equipo con el que fue campeón nacional en dos ocasiones, ganó cinco copas del Emir y dos copas nacionales.

### Selección nacional
Jugó para Kuwait en 27 ocasiones de 1977 a 1982 y anotó dos goles; participó en la Copa Mundial de Fútbol de 1982, en los Juegos Olímpicos de Moscú 1980 y en dos ediciones de la Copa Asiática, donde fue campeón en 1980 y finalista en 1976.

## Logros

### Club
- Liga Premier de Kuwait (2): 1976/77, 1978/79
- Copa del Emir de Kuwait (5): 1976, 1977, 1978, 1980, 1985
- Copa Federación de Kuwait (1): 1977/78
- Kuwait Joint League (1): 1976/77

### Selección nacional
- Copa Asiática (1): 1980

### Individual
- Equipo Ideal de la Copa Asiática 1980.